# Mimic 3: Sentinel
Mimic 3: Sentinel  este un film de groază științifico-fantastic american din 2003 regizat de JT Petty, după un scenariu inspirat de o povestire scrisă de Donald A. Wollheim. Filmul a fost un sequel direct pe DVD al filmelor Mimic (1997) și Mimic 2 (2001).

## Actori/Roluri
- Karl Geary : Marvin
- Alexis Dziena : Rosy
- Rebecca Mader : Carmen
- Amanda Plummer : Simone, mama
- Keith Robinson : Desmond
- Lance Henriksen : omul de la pubelă
- John Kapelos : inspectorul Gary Dumars
- Ion Haiduc  - Moustache